# Liviu Aron
Liviu Aron (n. 1980) este un neurobiolog și genetician român, în prezent Senior Research Fellow la Facultatea de Medicină a Universității Harvard din Boston.
Liviu Aron este absolvent al Colegiului Național „Decebal” din Deva. A obținut un master în biochimie și o diplomă de inginerie de la Institutul Național de Științe Aplicate din Lyon (INSA de Lyon). A efectuat cercetări în biochimie, neurobiologie și genetică la Institutul Karolinska din Stockholm și la INSERM în Lyon. A obținut doctoratul în neurobiologie moleculară și genetică de la Institutul de Neurobiologie Max Planck din München. Din 2010, este cercetător la Universitatea Harvard din Boston.
Liviu Aron a descoperit mecanisme noi ale bolii Alzheimer, a longevității si îmbătrânirii creierului, ale degenerării retinei și orbirii, cât și a bolii Parkinson. El a dezvoltat, de asemenea, mai multe abordări terapeutice pentru aceste boli neurodegenerative.

## Lucrări publicate
- Aron, Liviu; Zullo, Joseph; Yankner, Bruce A. (2022), „The adaptive aging brain”, Current Opinion in Neurobiology, 72: 91–100, doi:10.1016/j.conb.2021.09.009, PMID 34689041
- Zullo, Joseph M.; Drake, Derek; Aron, Liviu (2019), „Regulation of lifespan by neural excitation and REST”, Nature, 574: 359–364, doi:10.1038/s41586-019-1647-8, PMID 31619788
- Ducharme, Jamie (16 octombrie 2019), „The More Active Your Brain, the Shorter Your Lifespan May Be, a New Study Says”, TIME
- Johnson, Carolyn Y. (16 octombrie 2019), „Excessive brain activity linked to a shorter life”, Washington Post
- Aron, Liviu; Yankner, Bruce A. (2016), „Neurodegenerative disorders: Neural synchronization in Alzheimer's disease”, Nature, 540: 207–208, doi:10.1038/540207a, PMID 27929001
- Lu, Tao; Aron, Liviu; Zullo, Joseph (2014), „REST and stress resistance in ageing and Alzheimer's disease”, Nature, 507: 448–454, doi:10.1038/nature13163, PMID 24670762
- Belluck, Pam (19 martie 2014), „Protein May Hold the Key to Who Gets Alzheimer's”, New York Times
- Griciuc, Ana; Aron, Liviu; Ueffing, Marius (2011), „ER stress in retinal degeneration: a target for rational therapy?”, Trends in Molecular Medicine, 17: 442–451, doi:10.1016/j.molmed.2011.04.002, PMID 21620769
- Aron, Liviu; Klein, Rüdiger (2011), „Repairing the parkinsonian brain with neurotrophic factors”, Trends in Neurosciences, 34: 88–100, doi:10.1016/j.tins.2010.11.001, PMID 21144600
- Aron, Liviu; Klein, Pontus; Pham, Thu-Trang (2011), „Pro-survival role for Parkinson's associated gene DJ-1 revealed in trophically impaired dopaminergic neurons”, PLoS Biology, 8: e1000349, doi:10.1371/journal.pbio.1000349, PMID 20386724
- Aron, Liviu (2010). Modeling Parkinson's disease in mice: Genetic analysis of dopaminergic neuron survival. VDM Verlag Dr. Müller. ISBN 9783639292268.